# Сачок

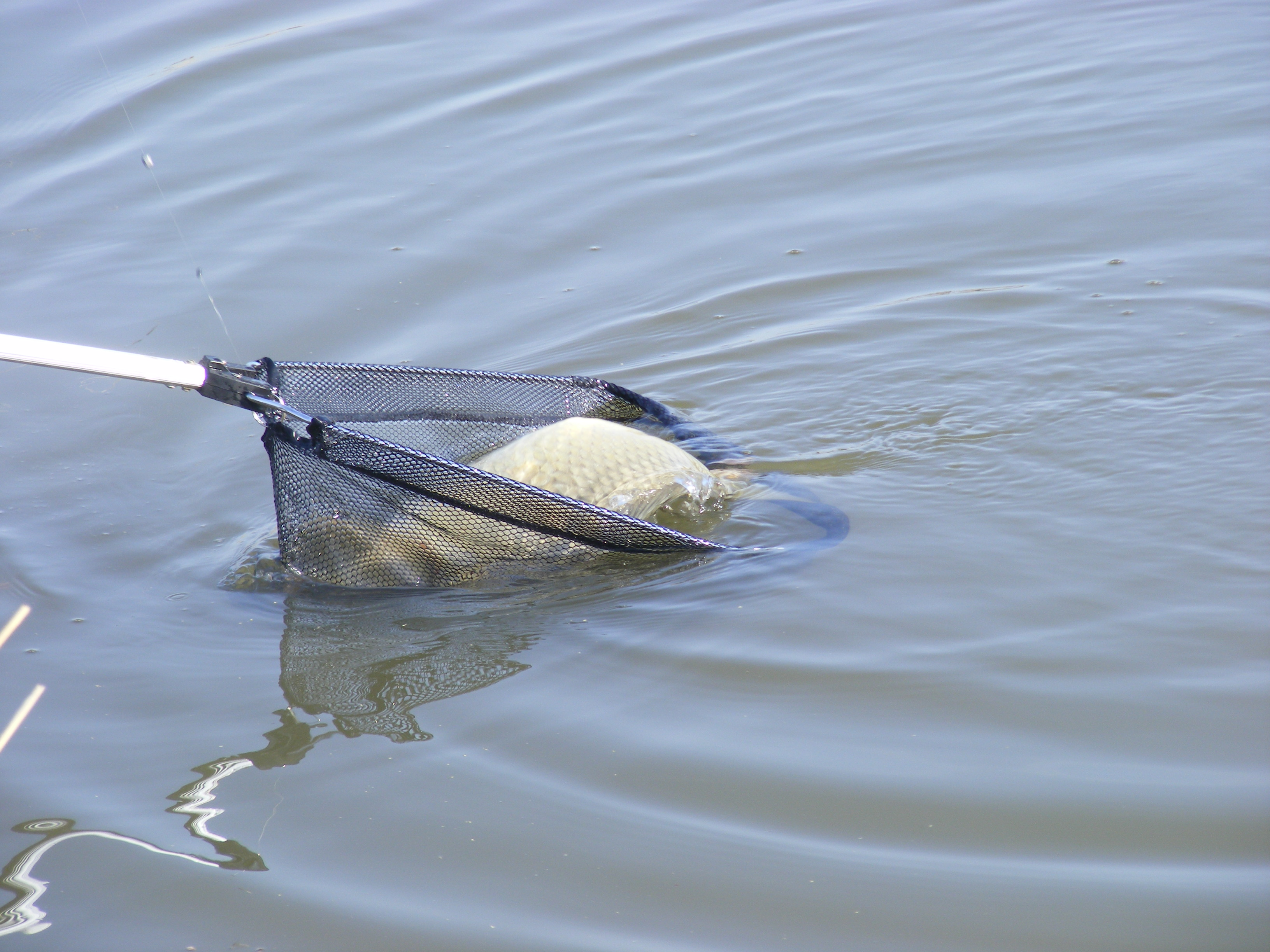

Сак  — состоит из деревянной, пластмассовой или металлической рукоятки (черенка) длиной от нескольких десятков сантиметров до метров, деревянного, металлического или пластмассового кольца (круглого или овального), насаженного на этот черенок, и сетки, которая «садится» на кольцо.
Сачо́к — сак относительно небольшого размера, обычно употребляемый для ловли насекомых и в аквариумистике.
Если сак весь, кроме сетки, сделан из дерева, то деревянная часть его называется саковищем.

## Применение

### Рыбная ловля
Сак служит для очищения проруби от мелкого льда на зимней рыбалке; более глубокий и несколько больших размеров употребляется для вылавливания пойманной рыбы из неводов.

### Аквариумистика

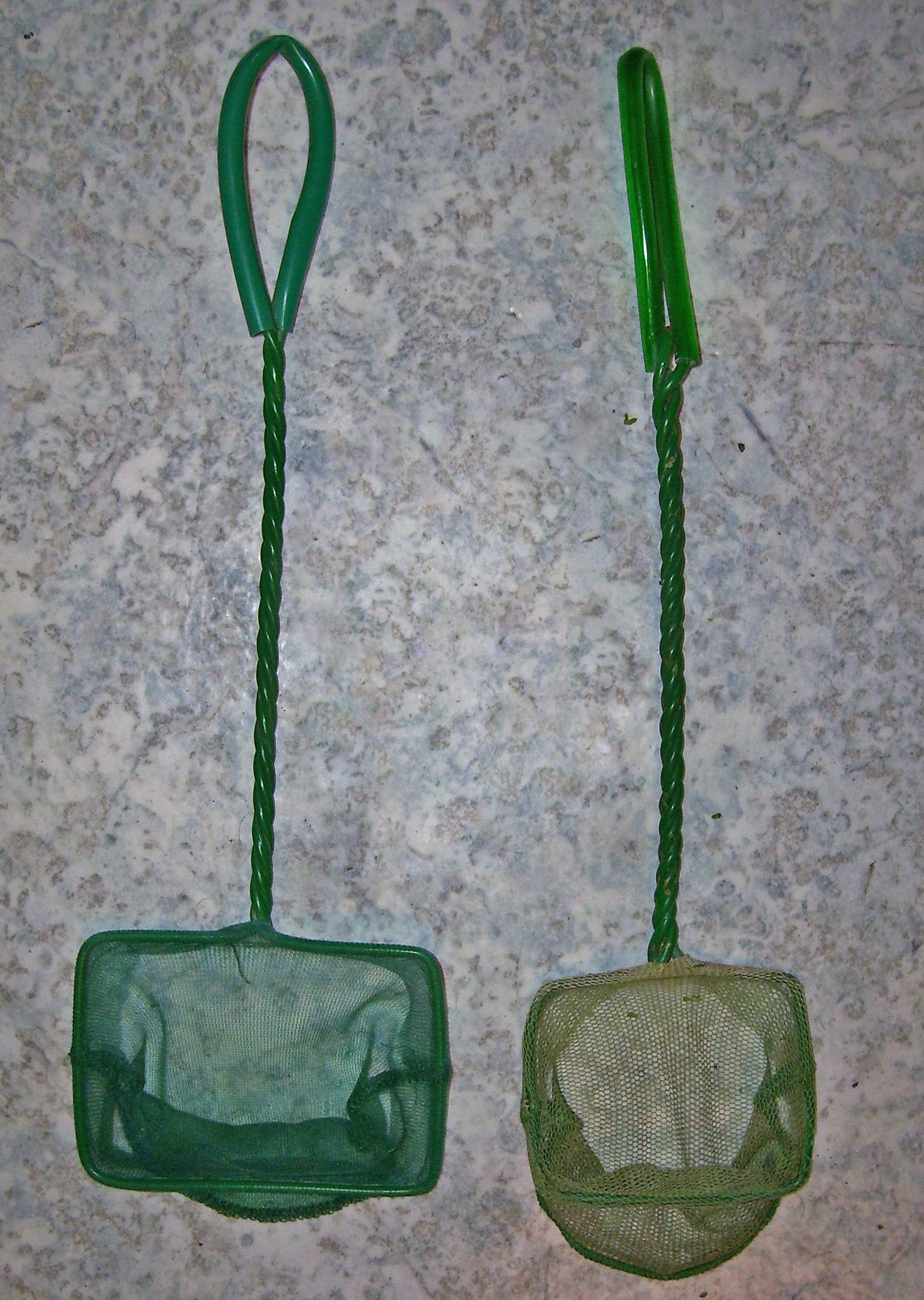

Для извлечения обитателей из аквариума используют маленький сачок, саковище которого обычно делается целиком из толстой проволоки.